# Herb gminy Wilczyce
Herb gminy Wilczyce – jeden z symboli gminy Wilczyce, ustanowiony 30 sierpnia 2005.

## Wygląd i symbolika
Herb przedstawia na tarczy w polu błękitnym dwie wspięte srebrne wilczyce, stojące na złotym kole i opierające się o srebrny miecz, z którego wystają dwa topory. Wilki nawiązują do legendy o powstaniu miejscowości, miecz i koło do postaci św. Katarzyny, patronki kościoła w Łukawie, natomiast topory do herbu szlacheckiego właścicieli terenów gminy.